# Ronald Coleman
Ronald D'Emory Coleman (El Paso, 29 novembre 1941) è un politico statunitense, membro della Camera dei Rappresentanti per lo stato del Texas dal 1983 al 1997.

## Biografia
Coleman studiò all'Università del Texas a El Paso e si laureò in giurisprudenza all'Università del Texas ad Austin, per poi lavorare come docente e avvocato.
Entrato in politica con il Partito Democratico, nel 1972 fu eletto all'interno della Camera dei rappresentanti del Texas, la camera bassa della legislatura statale. Dieci anni dopo si candidò alla Camera dei Rappresentanti nazionale e riuscì a farsi eleggere deputato. Negli anni successivi venne riconfermato dagli elettori per altri sei mandati, fin quando nel 1996 annunciò la propria intenzione di ritirarsi a vita privata e lasciò il Congresso dopo quattordici anni di permanenza.